# Rochus Misch
Rochus Misch (29 de juliol de 1917 - 5 de setembre de 2013) fou l'últim supervivent de la guàrdia més propera a Adolf Hitler, l'últim soldat que va abandonar el búnquer del Führer el 2 de maig de 1945, en què l'Exèrcit Roig va prendre la capital del Tercer Reich en ruïnes. Aquest oficial de la SS de vint-i-set anys va ser l'últim home que va parlar amb el ministre de Propaganda del Reich, Joseph Goebbels, pocs minuts abans que aquest se suïcidés.
Misch va néixer a Stare Siołkowice prop d'Oppeln a la Província de Silèsia. Es va quedar orfe a l'edat de dos anys i es va criar amb els seus avis. Va treballar com a pintor. Tenia una filla anomenada Brigitta Jacob-Engelke. El 1937 es va unir a la Verfügungstruppe de les SS. Va participar en la invasió de Polònia el 1939, on va ser ferit. El cap de la seva companyia el va recomanar per a la guàrdia personal de Hitler el 1940.
Misch va ser traslladat a la Leibstandarte SS Adolf Hitler. Com un membre jove de la guàrdia permanent de Hitler, Misch va viatjar amb Hitler durant la Segona Guerra Mundial. Misch, junt amb altres membres de la unitat, es va ocupar de les operadores telefòniques i del correu. El 16 de gener de 1945, després de la derrota alemanya a la batalla de les Ardenes, Misch i la resta de personal de Hitler es va traslladar al búnquer a Berlín. Misch portava tota la comunicació directa des del bunker.
Després del suïcidi de Hitler i Joseph Goebbels, el 30 d'abril i l'1 de maig de 1945, respectivament, Misch i el mecànic Johannes Hentschel, dues de les últimes persones que quedaren dins del bunker, van intercanviar cartes amb les seves dones per si els arribava a passar alguna cosa. Misch havia estat testimoni del descobriment dels cossos d'Eva Braun i Hitler després del seu suïcidi, i va estar present (al complex de búnquers) durant l'enverinament dels fills dels Goebbels. Misch va fugir del bunker dues hores abans de l'entrada definitiva de l'Exèrcit Roig. Va ser capturat poc després per les forces soviètiques. Misch va ser després torturat mentre intentaven extreure-li informació sobre la destinació exacta de Hitler. Misch va passar nou anys en camps de treball soviètics. Concretament, va estar pres en presons soviètiques del Kazakhstan i Sibèria entre 1945 i 1954. El 1955 va tornar a Berlín amb la seva família i va fundar una empresa de pintura.
El maig de 2005, Misch va aparèixer a les notícies quan va ser acusat de tacar la memòria de les víctimes de l'Holocaust després de demanar una placa en memòria dels nens Goebbels, que van ser assassinats per Magda Goebbels, poc abans del seu propi suïcidi l'1 de maig de 1945.
Després de la mort de Bernd Freytag von Loringhoven el 27 de febrer de 2007, i d'Armin Lehmann el 10 d'octubre de 2008, Rochus Misch va esdevenir l'últim supervivent del búnker.
Amb motiu de l'estrena de la pel·lícula "L'enfonsament" el 2004 (Der Untergang) a França, un periodista francès (Nicolas Bourcier) va entrevistar diverses vegades Misch durant la segona part de 2005. El resultat biografic va ser publicat en francès com "J'étais garde du corps de Hitler 1940-1945 ("Jo era el guardaespatlles de Hitler 1940-1945") el març de 2006 (ISBN 2253121541). Les traduccions van ser posades en circulació a Amèrica del Sud, Japó, Espanya, Polònia, Turquia i Alemanya el 2006 i 2007.
Misch va ser consultor per l'escriptor Christopher McQuarrie a la pel·lícula Valkyrie 2008, una descripció del cop del 20 de juliol.
Misch encara vivia a Berlín, en la mateixa casa a la qual es va allotjar en complir condemna. La casa està situada al barri de Rudow al sud de Berlín. Rebia regularment visites dels ciutadans que desitjaven entrevistar-lo.